# Рязанцев, Александр Александрович
Алекса́ндр Алекса́ндрович Ряза́нцев (род. 5 сентября 1986[…], Москва) — российский футболист, полузащитник. Трёхкратный чемпион России.

## Клубная карьера

### «Москва»
Воспитанник СДЮШОР «Торпедо». В основном составе «Москвы» дебютировал 16 октября 2004 года в матче 26 тура Премьер-лиги против московского «Локомотива».

### «Рубин»

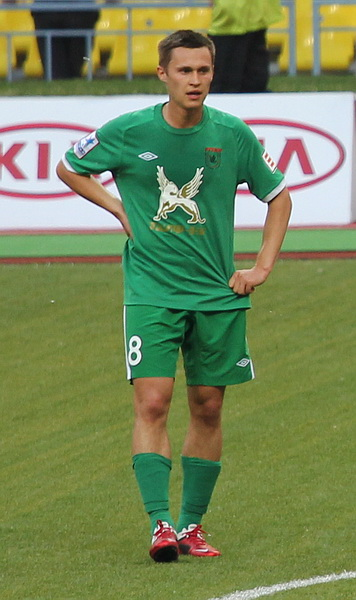
Рязанцев в «Рубине» (2011 год)

В начале 2006 года перешёл в «Рубин» на правах свободного агента. Дебютировал за новый клуб 19 марта, в матче против «Ростова» (2:1). По ходу сезона 2006 провёл 15 матчей, из них 8 в основном составе. Первый гол в составе «Рубина» забил в 2007 году на 11-й минуте матча против своей прежней команды — ФК «Москва». По итогам сезона за 19 матчей забил 6 мячей, в том числе один в кубке Интертото венскому «Рапиду».
В межсезонье 2007/08 руководство клуба решило обновить команду, вследствие чего было продано большое количество игроков, но Рязанцев остался в команде. По итогам сезона провёл 22 матча. 20 октября 2009 года открыл счёт в гостевом матче Лиги чемпионов против «Барселоны», забив гол из-за пределов штрафной в правый верхний угол на 2-й минуте. В этом матче «Рубин» одержал победу со счетом 2:1. УЕФА включила гол Рязанцева в 60 лучших мячей в истории еврокубков.
31 декабря 2009 года подписал новый контракт с «Рубином» до конца 2013 года.
Матч с «Ростовом» в 14 туре чемпионата России 2011/12 стал для Рязанцева сотым, проведённым за «Рубин» в премьер-лиге. Он провёл его в ранге капитана команды, забил победный мяч и был заменён в добавленное время второго тайма. Матч завершился со счётом 3:1 в пользу «Рубина».
В стартовом туре против «Кубани» Разанцев получил красную карточку. 18 июля 2013 года КДК РФС дисквалифицировал игрока за грубую игру на три встречи. В сентябре 2013 года Рязанцев через РФС потребовал выплатить ему зарплату, тем самым на «Рубин» был наложен запрет на регистрацию новых футболистов в течение одного регистрационного периода. 18 сентября Рязанцев уведомил руководство клуба о своем решении покинуть «Рубин» после окончания контракта. В домашней встрече против «Томи» получил спорную красную карточку на 33-й минуте, нарушив условия испытательного срока РФС. В дальнейшем был дисквалифицирован на один матч за фол последней надежды в матче с «Томью» и на один матч, не пропущенный после приостановления дисквалификации за удаление в матче 1-го тура с «Кубанью».

### С 2014 года

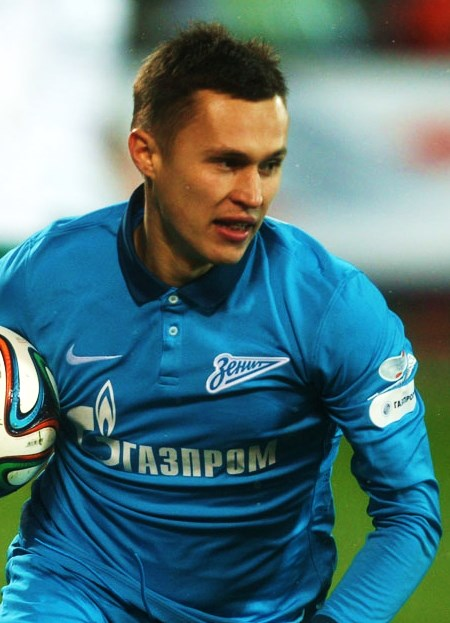
Рязанцев в составе «Зенита» (2014 год)

3 декабря 2013 года в интервью клубному сайту Рязанцев подтвердил слухи о своем переходе в «Зенит». 17 января 2014 года официально стал игроком клуба, подписав контракт до 2018 года. Дебютировал 9 марта в матче против «Томи», отыграв в стартовом составе 74 минуты. Первый мяч за команду забил 8 ноября того же года в ворота «Терека». Забил гол в ворота «Севильи» в 1/4 финале Лиги Европы (1:2).
Редко попадал в основной состав команды, поэтому в феврале 2016 года согласился выступать в «Урале» на правах аренды до конца сезона-2015/16. Перешёл летом 2017 года на правах аренды в «Амкар», за который в 19 матчах забил три гола.
14 сентября 2018 перешёл в клуб ФНЛ «Химки».
11 июня 2019 года перешел в московское «Торпедо», воспитанником которого является. В 2022 году вместе с командой вернулся в РПЛ и подписал новый контракт сроком на 1 сезон.
8 сентября 2023 года объявил об официальном завершении карьеры и занял должность спортивного координатора в «Торпедо».

### Рязанцев в СМИ
После домашнего поражения от пермского «Амкара» в 2012 году Рязанцев, проходя микст-зону, но не желая общаться с прессой, отказал журналистам в интервью репликой «Извините, пирожки».

## Карьера в сборной
Первый матч за молодёжную сборную провёл 19 мая 2006 против Беларуси.
3 ноября 2010 года оказался в списке кандидатов в национальную сборную, но в окончательную заявку не попал. 30 мая 2011 года был вызван в сборную. Дебютировал 7 июня 2011 года в товарищеском матче со сборной Камеруна (0:0) — вышел на поле в стартовом составе и был заменён на 55 минуте.
Второй свой матч за сборную провёл 6 сентября 2013 года против сборной Люксембурга (4:1). На последних минутах отдал голевую передачу на Александра Самедова..

## Статистика выступлений

### Клубная
| Выступление      | Выступление      | Выступление      | Лига | Лига | Кубки | Кубки | Еврокубки | Еврокубки | Стыковые матчи | Стыковые матчи | Итого | Итого |
| Клуб             | Лига             | Сезон            | Игры | Голы | Игры  | Голы  | Игры      | Голы      | Игры           | Голы           | Игры  | Голы  |
| ---------------- | ---------------- | ---------------- | ---- | ---- | ----- | ----- | --------- | --------- | -------------- | -------------- | ----- | ----- |
| Москва           | РФПЛ             | 2003             | 0    | 0    | 1     | 0     | —         | —         | —              | —              | 1     | 0     |
| Москва           | РФПЛ             | 2004             | 2    | 0    | 0     | 0     | —         | —         | —              | —              | 2     | 0     |
| Москва           | Итого            | Итого            | 2    | 0    | 1     | 0     | —         | —         | —              | —              | 3     | 0     |
| Рубин            | РФПЛ             | 2006             | 15   | 0    | 1     | 0     | 2         | 0         | —              | —              | 18    | 0     |
| Рубин            | РФПЛ             | 2007             | 18   | 5    | 2     | 0     | 4         | 1         | —              | —              | 24    | 6     |
| Рубин            | РФПЛ             | 2008             | 22   | 1    | 0     | 0     | —         | —         | —              | —              | 22    | 1     |
| Рубин            | РФПЛ             | 2009             | 18   | 3    | 4     | 1     | 6         | 1         | —              | —              | 28    | 5     |
| Рубин            | РФПЛ             | 2010             | 13   | 2    | 1     | 0     | 6         | 0         | —              | —              | 20    | 2     |
| Рубин            | РФПЛ             | 2011/12          | 35   | 7    | 4     | 1     | 8         | 0         | —              | —              | 47    | 8     |
| Рубин            | РФПЛ             | 2012/13          | 19   | 0    | 1     | 0     | 4         | 2         | —              | —              | 24    | 2     |
| Рубин            | РФПЛ             | 2013/14          | 15   | 2    | 0     | 0     | 11        | 2         | —              | —              | 26    | 4     |
| Рубин            | Итого            | Итого            | 155  | 20   | 13    | 2     | 41        | 6         | —              | —              | 209   | 28    |
| Зенит (СПб)      | РФПЛ             | 2013/14          | 7    | 0    | 0     | 0     | 0         | 0         | —              | —              | 7     | 0     |
| Зенит (СПб)      | РФПЛ             | 2014/15          | 20   | 1    | 2     | 0     | 10        | 1         | —              | —              | 32    | 2     |
| Зенит (СПб)      | РФПЛ             | 2015/16          | 11   | 0    | 3     | 1     | 5         | 0         | —              | —              | 19    | 1     |
| Зенит (СПб)      | Итого            | Итого            | 38   | 1    | 5     | 1     | 15        | 1         | —              | —              | 58    | 3     |
| → Урал           | РФПЛ             | 2015/16          | 11   | 0    | 0     | 0     | —         | —         | —              | —              | 11    | 0     |
| → Урал           | Итого            | Итого            | 11   | 0    | 0     | 0     | —         | —         | —              | —              | 11    | 0     |
| → Зенит-2        | ФНЛ              | 2016/17          | 4    | 0    | —     | —     | —         | —         | —              | —              | 4     | 0     |
| → Зенит-2        | Итого            | Итого            | 4    | 0    | —     | —     | —         | —         | —              | —              | 4     | 0     |
| → Амкар          | РФПЛ             | 2017/18          | 19   | 3    | 1     | 1     | —         | —         | 2              | 0              | 22    | 4     |
| → Амкар          | Итого            | Итого            | 19   | 3    | 1     | 1     | —         | —         | 2              | 0              | 22    | 4     |
| Химки            | ФНЛ              | 2018/19          | 27   | 4    | 1     | 0     | —         | —         | —              | —              | 28    | 4     |
| Химки            | Итого            | Итого            | 27   | 4    | 1     | 0     | —         | —         | —              | —              | 28    | 4     |
| Торпедо (Москва) | ФНЛ              | 2019/20          | 22   | 3    | 4     | 0     | —         | —         | —              | —              | 26    | 3     |
| Торпедо (Москва) | ФНЛ              | 2020/21          | 38   | 4    | 1     | 0     | —         | —         | —              | —              | 39    | 4     |
| Торпедо (Москва) | Первый дивизион  | 2021/22          | 22   | 1    | 2     | 0     | —         | —         | —              | —              | 24    | 1     |
| Торпедо (Москва) | РПЛ              | 2022/23          | 16   | 0    | 3     | 1     | —         | —         | —              | —              | 19    | 1     |
| Торпедо (Москва) | Итого            | Итого            | 98   | 8    | 10    | 1     | —         | —         | —              | —              | 108   | 9     |
| Всего за карьеру | Всего за карьеру | Всего за карьеру | 354  | 36   | 30    | 5     | 57        | 7         | 2              | 0              | 443   | 48    |

### Матчи за сборную
| Матчи Рязанцева за сборную России | Матчи Рязанцева за сборную России | Матчи Рязанцева за сборную России | Матчи Рязанцева за сборную России | Матчи Рязанцева за сборную России | Матчи Рязанцева за сборную России |
| №                                 | Дата                              | Оппонент                          | Счёт                              | Голы                              | Соревнование                      |
| --------------------------------- | --------------------------------- | --------------------------------- | --------------------------------- | --------------------------------- | --------------------------------- |
| 1                                 | 7 июня 2011                       | Камерун                           | 0:0                               | —                                 | Товарищеский матч                 |
| 2                                 | 6 сентября 2013                   | Люксембург                        | 4:1                               | —                                 | Отборочные матчи ЧМ-2014          |
| 3                                 | 15 ноября 2013                    | Сербия                            | 1:1                               | —                                 | Товарищеский матч                 |
| 4                                 | 19 ноября 2013                    | Республика Корея                  | 2:1                               | —                                 | Товарищеский матч                 |
| 5                                 | 31 марта 2015                     | Казахстан                         | 0:0                               | —                                 | Товарищеский матч                 |

Итого: 5 матчей / 0 голов; 2 победы, 3 ничьих, 0 поражений.

## Достижения

### Командные
«Москва»
- Победитель турнира дублёров РФПЛ: 2004
- Серебряный призёр турнира дублёров РФПЛ: 2005
- Итого : 1 трофей

«Рубин»
- Чемпион России (2): 2008, 2009
- Бронзовый призёр чемпионата России: 2010
- Обладатель Кубка России: 2011/12
- Обладатель Суперкубка России (2): 2010, 2012
- Обладатель Кубка чемпионов Содружества: 2010
- Финалист Кубка России: 2008/09
- Финалист Суперкубка России: 2009
- Итого : 6 трофеев

«Зенит» (СПб)
- Чемпион России: 2014/15
- Серебряный призёр чемпионата России: 2013/14
- Обладатель Суперкубка России (2): 2015, 2016
- Итого : 3 трофея

«Торпедо» (Москва)
- Победитель Первого дивизиона: 2021/22
- Итого : 1 трофей

### Личные
- В списках 33 лучших футболистов чемпионата России: 2009 (III)